# Jens Lapidus

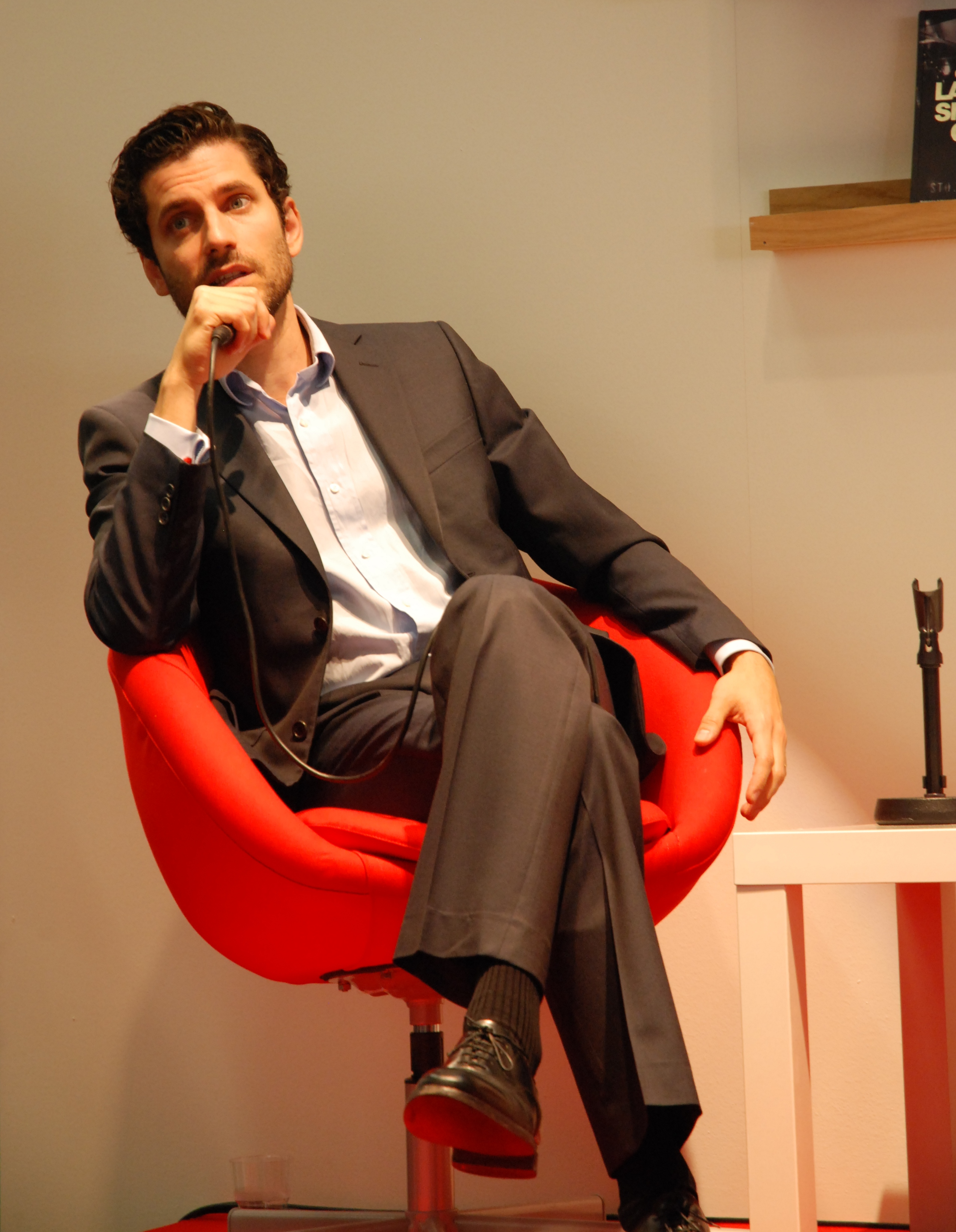
Foto uit 2008

Jens Lapidus (24 mei 1974) is een Zweedse strafrechtadvocaat en auteur. Hij maakte zijn debuut als schrijver in augustus 2006 met de misdaadthriller met de Nederlandse titel Snel geld. Het is een nauwkeurige schets van de onderwereld van Stockholm. Het werd het eerste boek van zijn Stockholmtrilogie. De opvolgende delen werden Bloedlink en Val dood in 2011.
Aan het eind van de trilogie komt onontkoombaar de vergelijking met de Millennium-trilogie van Stieg Larsson om de hoek kijken. Jens beschrijft Stockholm meer vanuit de invalshoek van criminelen, terwijl Stieg vooral de misdaad in hogere Zweedse kringen journalistiek aan het daglicht probeert te brengen. Maar ook hij ontkwam niet aan de rauwe criminaliteit van autochtone motorbendes en criminele vreemdelingen. Allebei beschrijven ze de enorme vrouwenhaat in een groot deel van de Zweedse samenleving, waarbij laatstgenoemde nadrukkelijk verwees in de titel van Larsson's eerste boek (Mannen die vrouwen haten).
Jens Lapidus woont in Stockholm met zijn vrouw, dochter en zoon.

## Boeken
- Stockholm noir I - Snabba cash (2006), Nederlandse vertaling door Jasper Popma: Snel geld
- Stockholm noir II - Aldrig fucka upp (2008), Nederlandse vertaling door Jasper Popma: Bloedlink
- Gängkrig 145 (2009), Nederlandse vertaling door Jasper Popma: Stockholm Zuid
- Stockholm noir III - Livet deluxe (2011), Nederlandse vertaling door Jasper Popma: Val dood
- Heder (2011)
- Stockholm Zuid (Graphic novel) (2012) met illustraties van Peter Bergting, vertaald door Jasper Popma
- Mamma försökte (2012), Nederlandse vertaling door Jasper Popma: Snoeihard
- VIP-rummet (2014), Nederlandse vertaling door Steven Schneijderberg: Viproom
- STHLM Delete (2015), Nederlandse vertaling door Clementine Luijten en Jasper Popma: Stockholm delete
- Top Dogg (2017), Nederlandse vertaling door Clementine Luijten en Jasper Popma: Topman
- Paradise City (2021)